# Crytek
Crytek是一个電子遊戲開發商，由耶尔利兄弟于1999年建立。總部位于德國法蘭克福，目前在烏克蘭基輔和土耳其伊斯坦布尔拥有分部。著名作品為遊戲《孤岛危机系列》和其遊戲引擎CryENGINE。

## 歷史
Crytek在1999年由耶尔利兄弟在科堡所創立，在英伟达的攤位上首次亮相，并以其技術影片X-Isle讓发行商印象深刻。X-Isle后来成为了英伟达的基准测试软件。之后更吸引到育碧与Crytek签约，将X-Isle發展成完整的游戏《極地戰嚎》（Far Cry）。2002年5月2日，Crytek宣佈了他們的CryENGINE遊戲引擎。
2003年，Crytek參加了游戏开发者大会，並且展示了他們引擎的功能。
2004年2月，Crytek辦公室被德國警方突襲檢查，一名前实习生表示Crytek使用了違法軟體，警方搜查了許多份軟體，但最終沒有提出指控，《極地戰嚎》的開發被延遲了三個小時，沒有人受傷。同年2月，Crytek和美商藝電（EA）宣佈了合作關係，即是之后的孤岛危机系列。同年9月，Crytek和ATI制作了一個好萊塢式的遊戲影片來展示PC遊戲發展未來。
2006年1月23日，Crytek宣佈正在開發《孤岛危机》，Crytek表示這將會是一款具有新玩法的嶄新的第一人稱射擊遊戲，在当年E3和莱比锡游戏展上獲得了許多展示类獎項。三個月後，Crytek的辦公室從科堡搬至法蘭克福。2007年1月，Crytek首次公开展示了CryENGINE2，并宣布已有多家公司簽約用于開發產品或遊戲。
2007年5月11日，Crytek宣佈於基輔设立一個開發工作室，负责開發一個Crytek自有智慧財產的新遊戲。仅一周后，Crytek又接著宣布在布達佩斯成立工作室，這個工作室將著重於CryENGINE2引擎的開發。
2008年7月14日，Crytek宣布收购保加利亚游戏开发商黑海工作室，并之后更名为“Cryteck黑海”。同年11月，Crytek在韩国首尔建立了韩国分公司。
2009年2月4日，Crytek宣布收购英国游戏开发商Free Radical Design，后更名为Crytek UK。
2011年9月，THQ宣布将与Crytek合作开发《国土防线2》；在2013年THQ倒闭后，Crytek收购了《国土防线》的版权。《国土防线2》交由Crytek UK开发。
2012年8月，Crytek宣布将在中国上海开设工作室，负责CryEngine的技术开发，对亚洲公司的技术支持以及中文本地化工作。
2013年1月17日，Crytek在土耳其伊斯坦布尔开设工作室。同月，在THQ倒闭后，Crytek在美国德克萨斯州开设了Crytek USA，其中大部分成员来自前THQ子公司Vigil Games。
2014年6月，Crytek被报道出现财务困难，欠发工资的情况。7月，Crytek将《国土防线》的版权以及Crytek UK打包卖给Koch Media，开发团队以Deep Silver Dambuster Studios的身份继续开发工作。而Crytek USA进行大裁员，仅保留引擎支持团队，之前由美国分部制作的《猎杀：对决》交给德国总部继续开发。
2016年12月20日，Crytek宣布关闭旗下位于上海、首尔、布达佩斯、索非亚和伊斯坦布尔的5家工作室，仅保留法兰克福和基辅两地的工作室；同时进一步裁员。2017年3月，Crytek将Cryteck黑海出售给世嘉和Creative Assembly，之后被更名为“Creative Assembly索菲亚”。
2019年2月6日，Crytek基辅工作室宣布从Crytek独立，成立黑木游戏（Blackwood Games），并接手《战争前线》（Warface）的后续开发及更新维护，至此《战争前线》将不再属于Crytek旗下之作品。

## 游戏開發
| 中文名称           | 发行日期                                     | 制作商                                | 发行商                 | 类型                 | 平臺                                                        |
| ------------------ | -------------------------------------------- | ------------------------------------- | ---------------------- | -------------------- | ----------------------------------------------------------- |
| 孤岛惊魂           | 2004年3月23日                                | Crytek法兰克福                        | 育碧                   | 第一人稱射擊遊戲     | Microsoft Windows                                           |
| 孤岛危机           | 2007年11月13日 2007年11月16日 2007年11月15日 | Crytek法兰克福                        | Electronic Arts        | 第一人稱射擊遊戲     | Microsoft Windows                                           |
| 孤岛危机：弹头     | 2008年9月16日 2008年9月16日                  | Crytek布达佩斯                        | Electronic Arts        | 第一人稱射擊遊戲     | Microsoft Windows                                           |
| 孤岛危机2          | 2011年3月22日 2011年3月24日                  | Crytek法兰克福                        | Electronic Arts        | 第一人稱射擊遊戲     | Microsoft Windows、PlayStation 3、Xbox 360                  |
| 戰爭前線           | 2012年4月12日                                | Crytek基辅→ Blackwood Games→ MY.GAMES | mail.ru、Crytek        | 網路第一人稱射擊遊戲 | Microsoft Windows、Xbox 360、PlayStation 4、Xbox One        |
| 孤岛危机3          | 2013年2月19日 2013年2月22日                  | Crytek法兰克福， Crytek UK            | Electronic Arts        | 第一人稱射擊遊戲     | Microsoft Windows、PlayStation 3、Xbox 360                  |
| 崛起：罗马之子     | 2013年11月22日 2014年9月23日                 | Crytek法兰克福                        | Microsoft Game Studios | 動作遊戲             | Xbox One、Microsoft Windows                                 |
| The Climb          | 2016年4月28日                                | Crytek法兰克福                        | Crytek                 | 虚拟现实遊戲         | Microsoft Windows、Oculus Quest                             |
| 鲁滨逊：旅程       | 2016年11月8日                                | Crytek法兰克福                        | Crytek                 | 虚拟现实遊戲         | PlayStation 4、Microsoft Windows                            |
| 猎杀：对决         | 2019年8月27日                                | Crytek USA→ Crytek法兰克福            | Crytek                 | 第一人稱射擊遊戲     | PlayStation 4、Xbox One、Microsoft Windows                  |
| 孤岛危机 高清复刻  | 2020年7月23日                                | Crytek法兰克福                        | Crytek                 | 第一人稱射擊遊戲     | Nintendo Switch、Microsoft Windows、PlayStation 4、Xbox One |
| The Climb 2        | 2021年3月4日                                 | Crytek法兰克福                        | Crytek                 | 虚拟现实遊戲         | Oculus Quest、Oculus Quest 2                                |
| 孤岛危机2 高清复刻 | 2021年10月15日                               | Crytek法兰克福                        | Crytek                 | 第一人稱射擊遊戲     | Microsoft Windows、PlayStation 4、Xbox One、Nintendo Switch |
| 孤岛危机3 高清复刻 | 2021年10月15日                               | Crytek法兰克福                        | Crytek                 | 第一人稱射擊遊戲     | Microsoft Windows、PlayStation 4、Xbox One、Nintendo Switch |

## 得獎
2002年，Crytek因極地戰嚎遊戲獲得的獎項：
- E3 Best Action Runner up
- E3 Technological Excellence Runner up
- E3 Best Surprise Runner up

2003年，極地戰嚎釋出並獲得：
- GameSpot "The top ten of PC GAME E3
- ECTS Best PC Game
- IGN E3 Best Action Runner up
- IGN E3 Technological Excellence Runner up

2004年，Crytek獲得「企業卓越獎項」（Industry Excellence Awards）：
- Best New European Studio
- Best Independent Developer
- Best New PC IP - Far Cry[9]

數個月後，得到四項德國開發者獎項：
- Best Full Price Game
- Best Game Design
- Best Technology
- Best Graphic[10]

同年7月，Crytek在五個獎項獲得亞軍：
- Best PC game
- Use of online
- Art and Sound
- New Euro Studio (Debut Title)
- Independent Developer.

2005年，Crytek獲得游戏开发者大会的「2004年最佳工作室」獎項。
2006年，Crytek在E3展因末日之戰獲得以下獎項：
- 1UP Best Visuals E3 2006
- GameSpy Top 10 PC Game E3 2006
- GameSpy Best Graphics" E3 2006
- Gametrailers Best PC Game
- Gametrailers Best Graphics
- Gametrailers Best Shooter
- IGN Best PC FPS Game
- IGN Best Technical Graphics PC
- IGN Technological Excellence PC
- IGN Best FPS（整體）
- IGN Best Graphics Technology（整體）
- GameSpot Best Graphics
- GameSpot Best Shooter（被提名）
- GameSpot Best PC Game（被提名）
- Gametrailers Best of Show（被提名）
- 1UP Best PC Game E3 2006（被提名）
- 1UP Best Shooting Game E3 2006（被提名）
- IGN Technical Excellence（整體）（被提名）
- IGN PC Game of the Show（被提名）
- IGN Best of Show（被提名）

## 外部連結
- 官方网站（英文）